# امبالاواتو
امبالاواتو (به لاتین: Ambalavato) یک سکونتگاه مسکونی در ماداگاسکار است که در آتسیمو-آتسینانانا واقع شده‌است.

## خصوصیات
امبالاواتو ۲۱٬۰۰۰ نفر جمعیت دارد و ۹۸ متر بالاتر از سطح دریا واقع شده‌است.